# Katastrofa lotu Spantax 275
Katastrofa lotu Spantax 275 – katastrofa lotnicza saamolotu Convair 990-30A-5 Coronado należącego do linii Spantax, do której doszło 3 grudnia 1972 roku w San Cristóbal de La Laguna w Hiszpanii. W jej wyniku zginęło 155 osób (148 pasażerów i 7 członków załogi), wszystkie osoby, które znajdowały się na pokładzie.
To trzecia najtragiczniejsza katastrofa lotnicza w Hiszpanii, a wówczas najtragiczniejsza, do katastrofy lotniczej na Teneryfie, w której zginęły 583 osoby.

## Wypadek
Samolot wystartował o 6:45 przy niemal zerowej widoczności wynoszącej zaledwie 150 metrów. Na wysokości 91 metrów szybko zaczął tracić wysokość. Lewe skrzydło uderzyło w ziemię około 325 metrów za końcem pasa startowego. Następnie wystąpiła potężna eksplozja prawie w pełni zatankowanych zbiorników.

## Dochodzenie
Ze względu na niestabilną sytuację polityczną władze podejrzewały, że samolot mógł zostać rozbity przez bombę. Po analizie wraku szybko odrzucono tę hipotezę. Śledczy doszli do wniosku, że kapitan doznał złudzenia optycznego w warunkach słabej widoczności.
Śledczy zarzucili również kontrolerowi kontroli ruchu lotniczego, że zezwolił na start samolotu, gdy warunki na to nie pozwalały.

## Pasażerowie i załoga
Feralnego dnia, kapitanem samolotu był Daniel Nuñez, a drugim pilotem był Francisco Saavedra. Większość pasażerów stanowili członkowie Bawarskiego Stowarzyszenia Przewoźników Autobusowych (Landesverband Bayerischer Omnibusunternehmer) oraz ich rodziny, którzy wracali z kilkudniowego rejsu. 
| Państwo   | Pasażerowie | Załoga | Razem |
| --------- | ----------- | ------ | ----- |
| Niemcy    | 143         | –      | 143   |
| Hiszpania | –           | 7      | –     |
| Austria   | 3           | –      | 3     |
| Włochy    | 2           | –      | 2     |
| Razem     | 148         | 7      | 155   |